# Wakefield (plaats)
Wakefield is een city in het bestuurlijke gebied City of Wakefield, in het Engelse graafschap West Yorkshire. De plaats telt 79.885 inwoners.
De naam Wakefield is verbonden aan de middeleeuwse serie of cyclus van mysteriespelen die hier werden opgevoerd: de Wakefield-cyclus, ook wel bekend als de Towneley Plays.

## Geboren
- Frederick Bakewell (1800-1869), natuurkundige en uitvinder
- Nellie Spindler (1891-1917), verpleegkundige
- Barbara Hepworth (1903-1975), beeldhouwster
- John George Haigh (1909-1949), seriemoordenaar
- Kenneth Leighton (1929-1988), componist
- Barry Hoban (1940-2025), wielrenner
- Michael Cumpsty (1960), acteur
- Helen Baxendale (1970), actrice
- Martyn Bernard (1984), atleet
- Robert Madley (1985), voetbalscheidsrechter
- James Bree (1997), voetballer

## Galerij

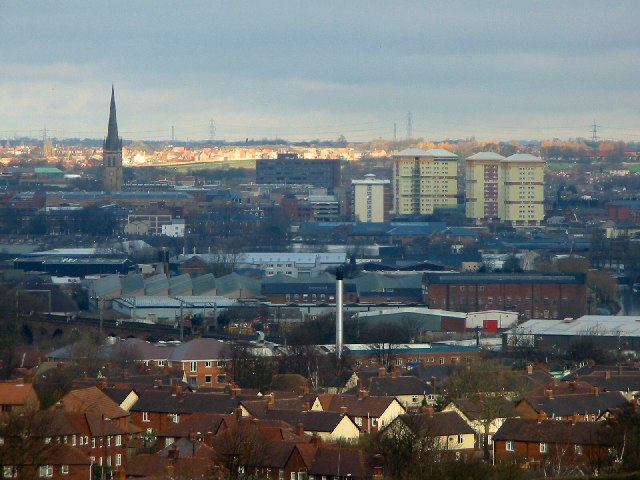
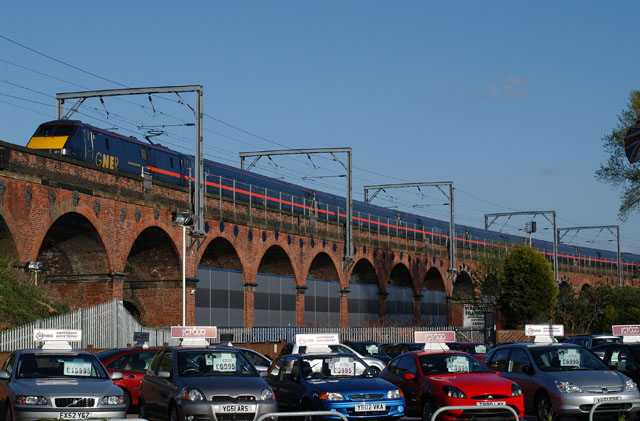
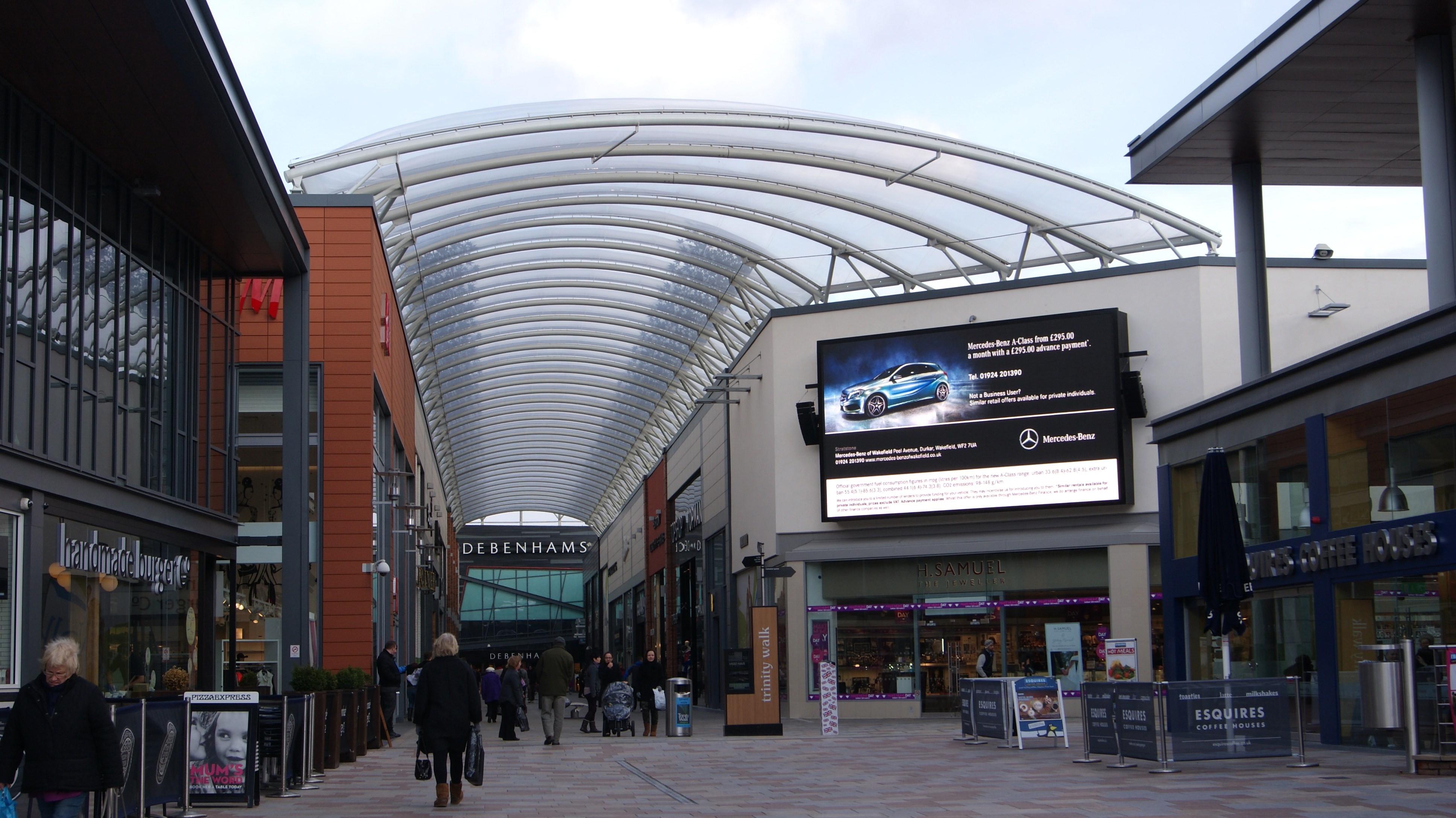
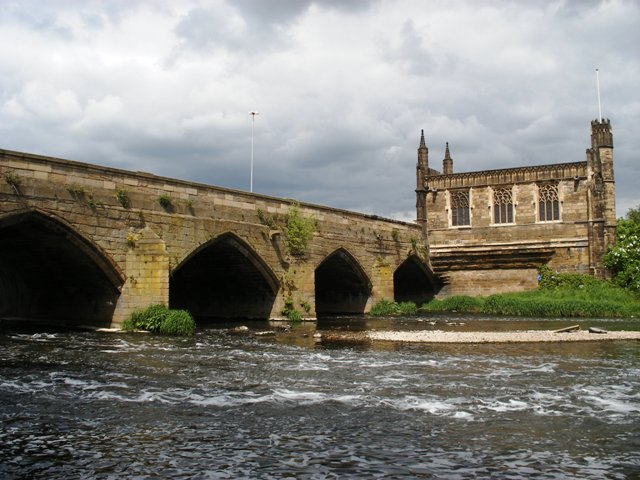
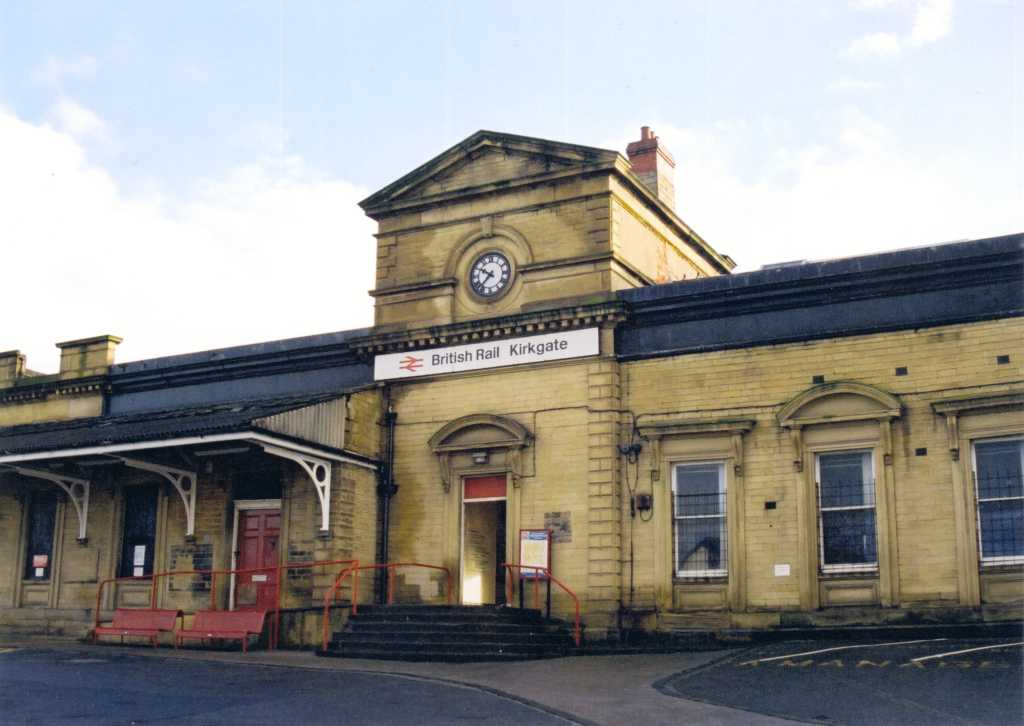

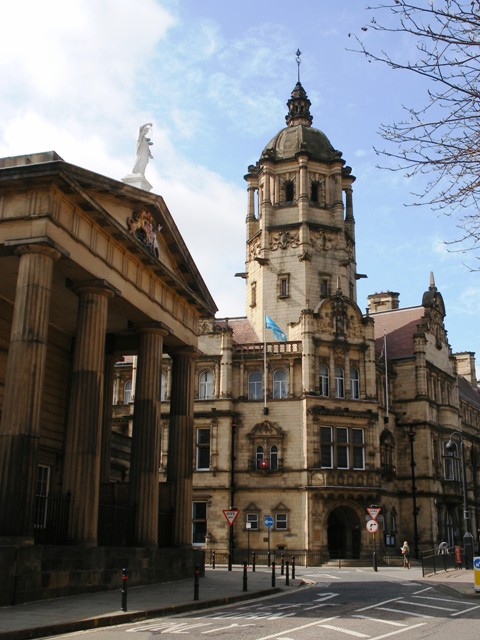
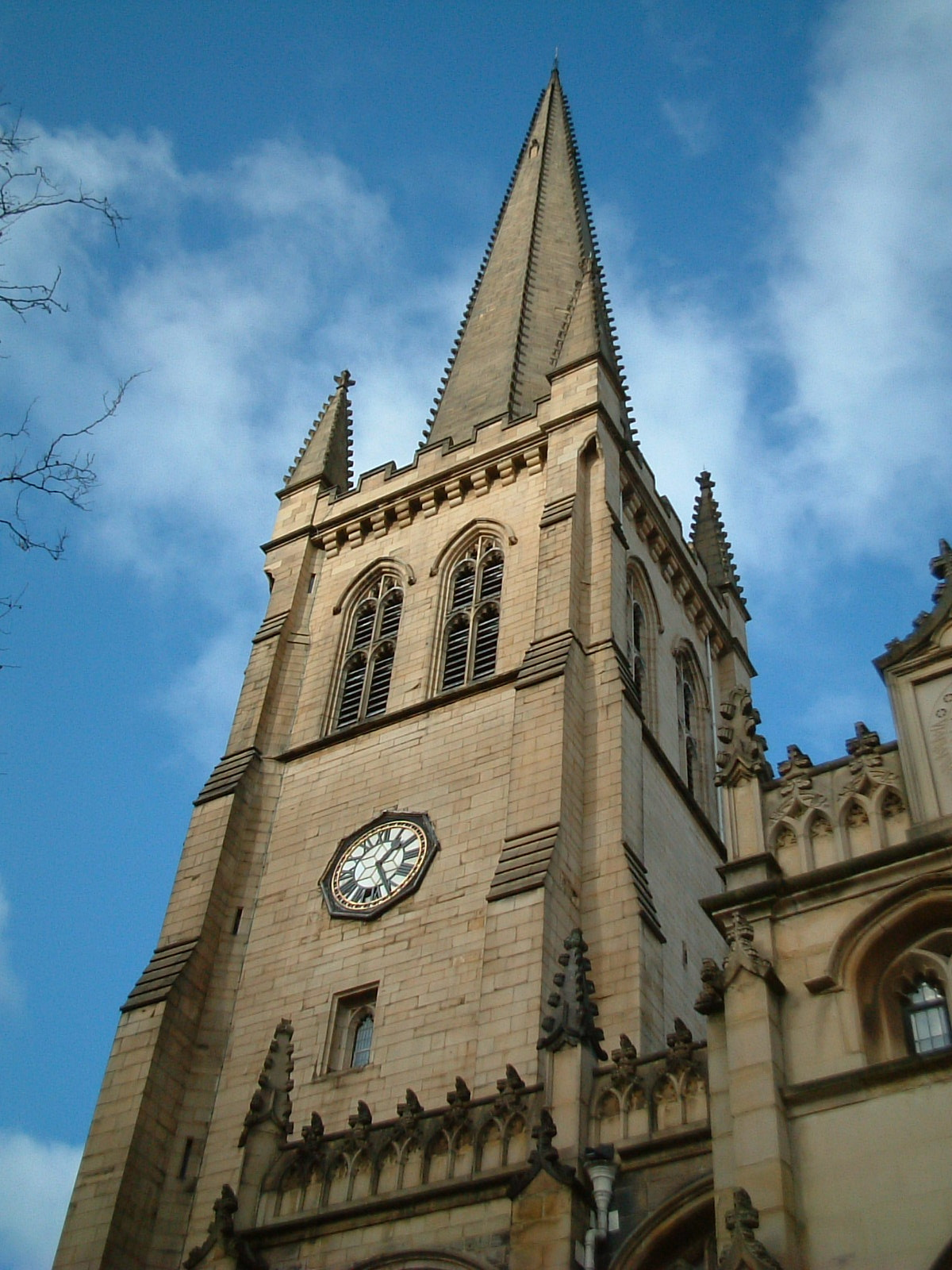
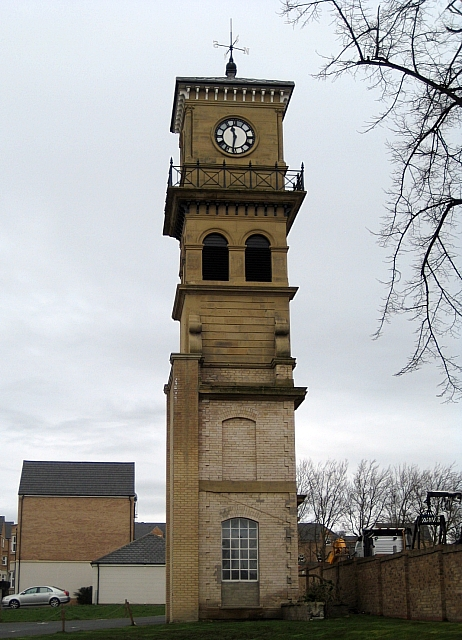
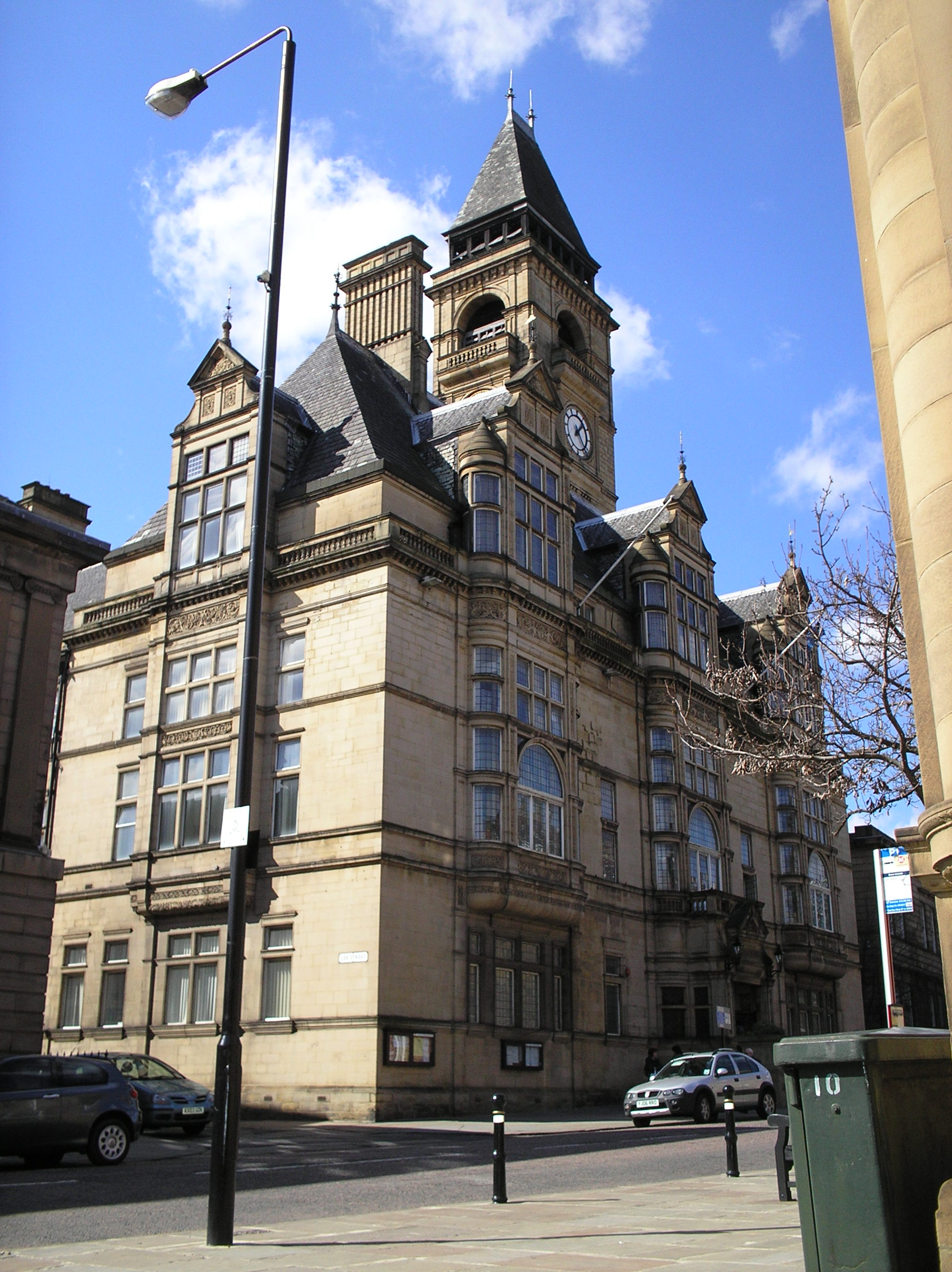